# Chrysocrambus craterella

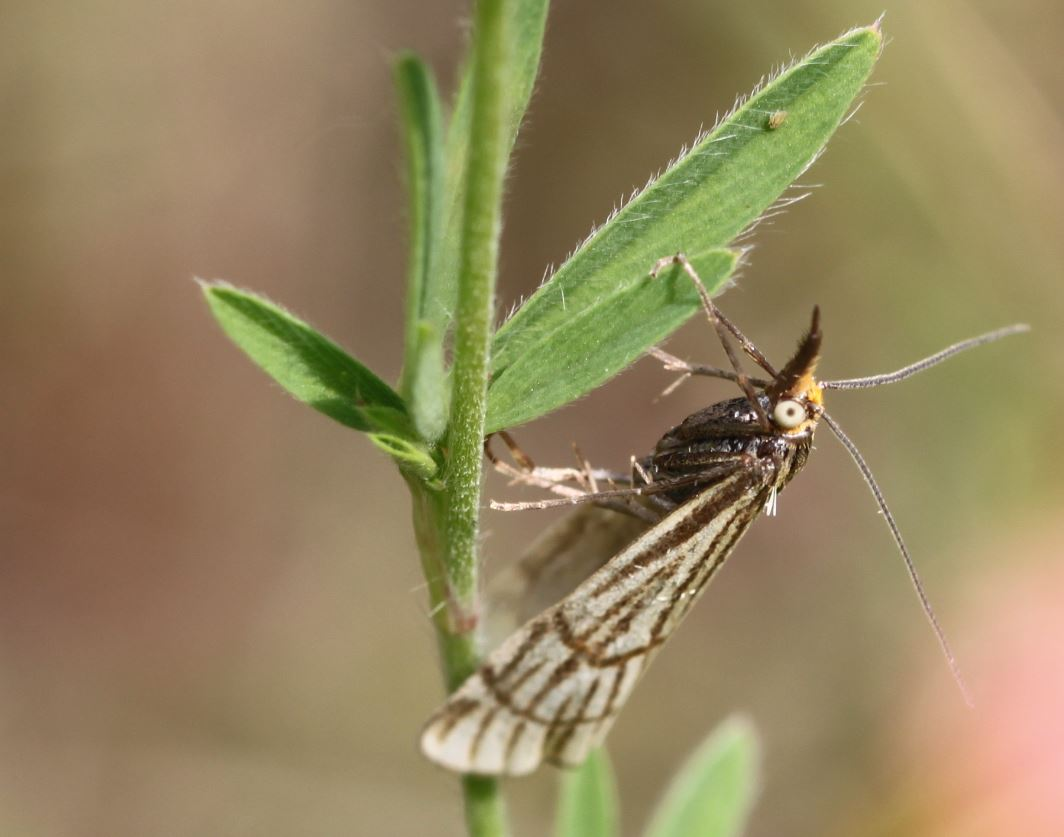

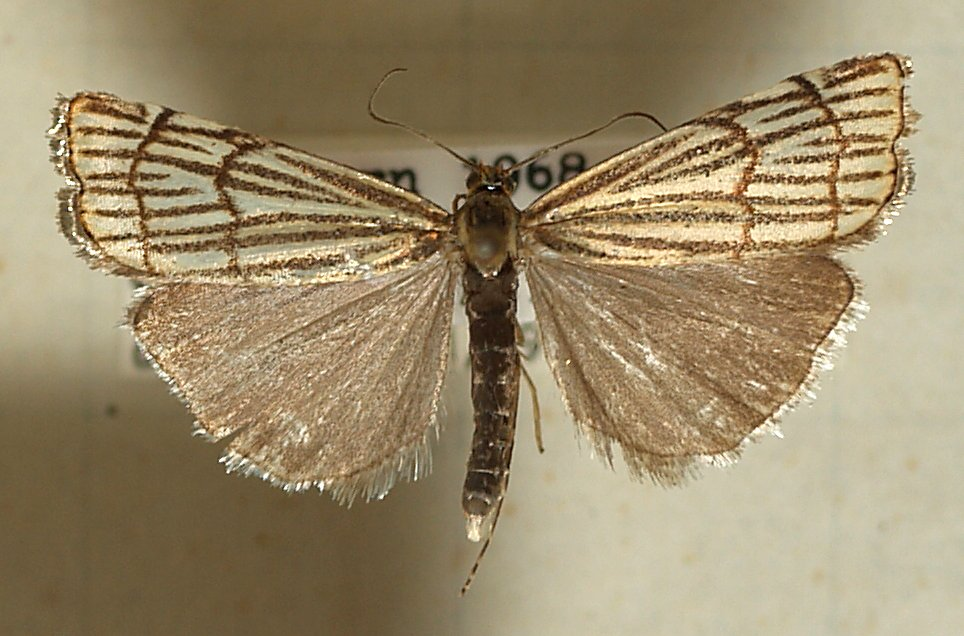
Präparat, gespannter Falter

Chrysocrambus craterella ist ein Zünslerfalter aus der Familie der Crambidae.

## Merkmale
Die Falter erreichen eine Flügelspannweite von etwa 20 mm. Über die elfenbeinfarbenen Vorderflügel verlaufen dunkelbraun bis blauschwarz gefärbte Längsstriche. Entlang dem inneren und äußeren Rand der Postdiskalregion sowie nahe dem Flügelaußenrand verläuft jeweils eine braune Linie. Die Hinterflügel sind beige ohne besondere Musterung. Die Falter besitzen relativ lange dunkelbraune Labialpalpen. Der Kopf ist orange gefärbt.

## Ähnliche Arten
Eine sehr ähnliche Art ist Chrysocrambus linetella. Diese ist nur mittels Genitaluntersuchung sicher von Chrysocrambus craterella zu unterscheiden.

## Verbreitung
Chrysocrambus craterella ist im südlichen Europa weit verbreitet. In Mitteleuropa ist sie selten. In Deutschland kommt die Art hauptsächlich im Südwesten vor. In Bayern gilt die Art als verschollen. Auch in England 
gibt es lediglich einige Nachweise von Chrysocrambus craterella aus dem späten 19. Jahrhundert.

## Lebensweise
Den typischen Lebensraum von Chrysocrambus craterella bilden Wiesen und Felder. Die Raupen fressen an verschiedenen Süßgräsern (Poaceae), insbesondere an Schwingel (Festuca). Die Falter beobachtet man von Mitte Mai bis Mitte Juli.

## Systematik
Folgende Synonyme finden sich in der Literatur:
- Phalaena craterella Scopoli, 1763
- Chrysocrambus craterellus (Scopoli, 1763)
- Chrysocramboides craterella (Scopoli, 1763)